# Baet
Baet is een bestuurslaag in het regentschap Aceh Besar van de provincie Atjeh, Indonesië. Baet telt 1773 inwoners (volkstelling 2010).